# Càrn Mairg
Càrn Mairg – szczyt w paśmie Glen Lyon, w Grampianach Centralnych. Leży w Szkocji, w regionie Perth and Kinross. 